# Lipí (Chotilsko)
Lipí je malá vesnice, část obce Chotilsko v okrese Příbram ve Středočeském kraji. Nachází se asi půl kilometru jihozápadně od Chotilska. Vesnicí prochází silnice II/114. Je zde evidováno 14 adres. V roce 2011 zde trvale žilo devatenáct obyvatel.
Lipí leží v katastrálním území Chotilsko o výměře 3,48 km².

## Historie
První písemná zmínka o vesnici pochází z roku 1596.

## Obyvatelstvo
| Rok            | 1869 | 1880 | 1890 | 1900 | 1910 | 1921 | 1930 | 1950 | 1961 | 1970 | 1980 | 1991 | 2001 | 2011 | 2021 |
| -------------- | ---- | ---- | ---- | ---- | ---- | ---- | ---- | ---- | ---- | ---- | ---- | ---- | ---- | ---- | ---- |
| Počet obyvatel | 37   | 44   | 49   | 49   | 40   | 33   | 36   | 26   | 29   | 27   | 17   | 13   | 13   | 19   | 18   |
| Počet domů     | 6    | 7    | 7    | 7    | 7    | 7    | 8    | 9    | 9    | 7    | 4    | 8    | 9    | 9    | 10   |

## Další fotografie

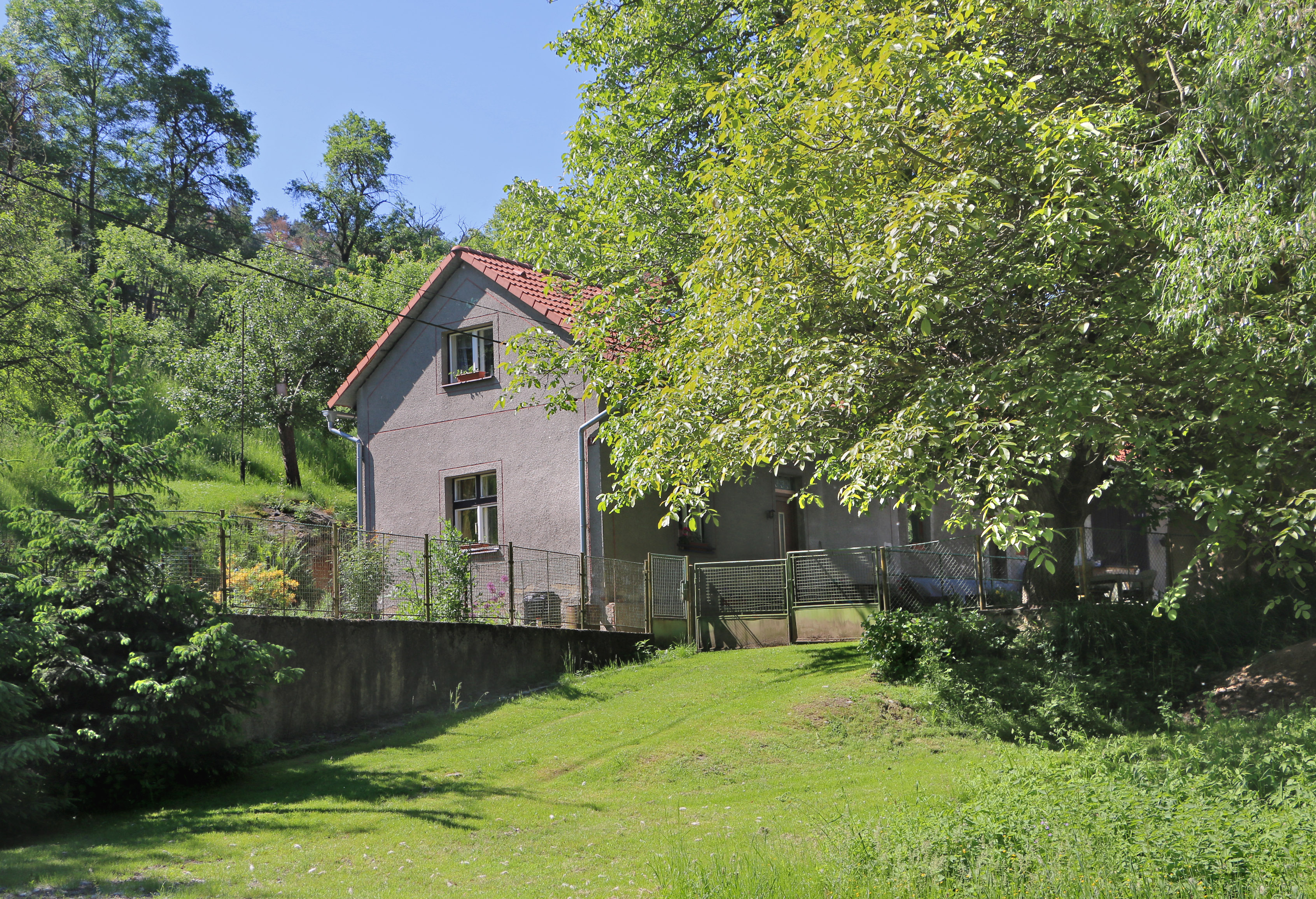
Dům čp. 1
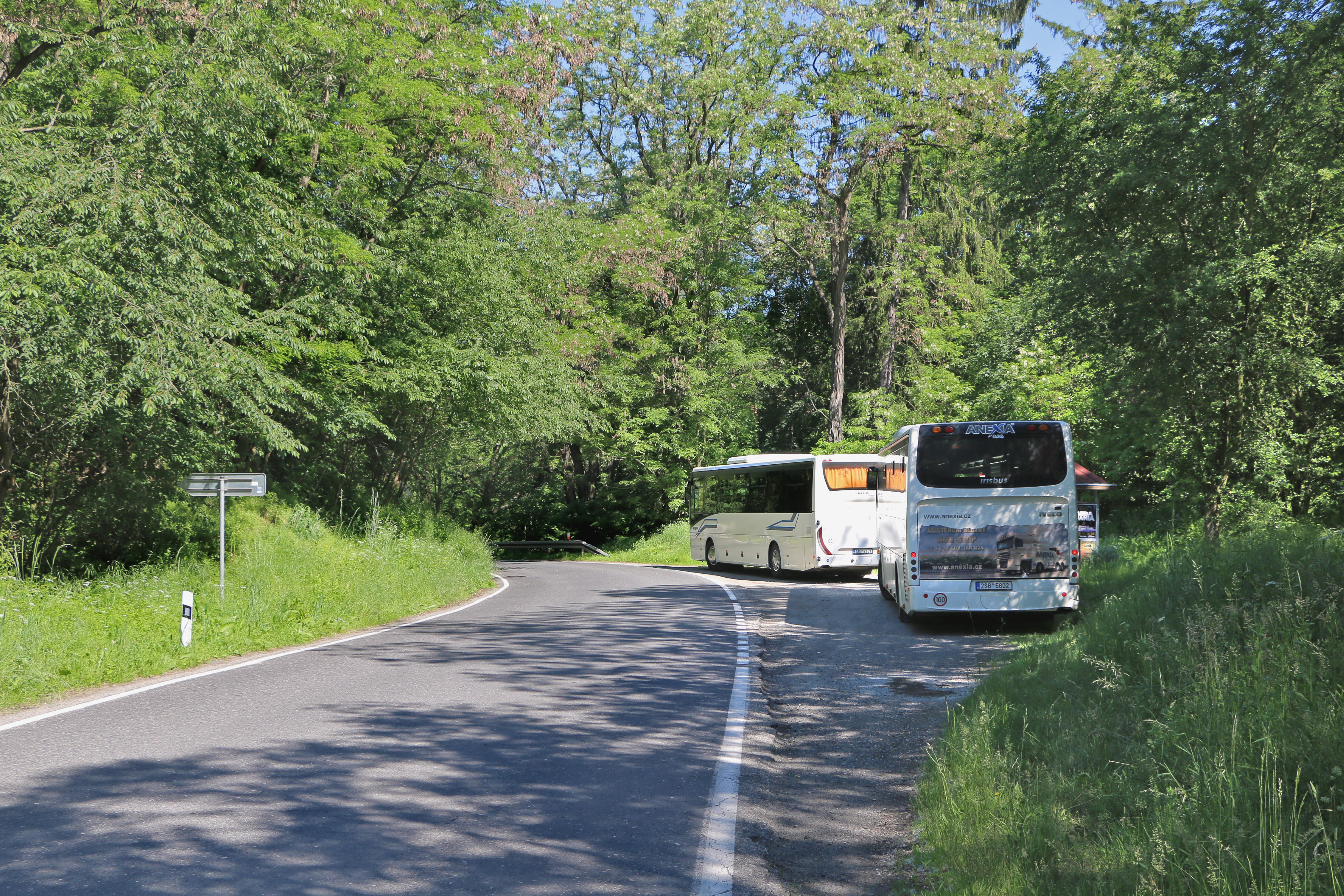
Hlavní silnice
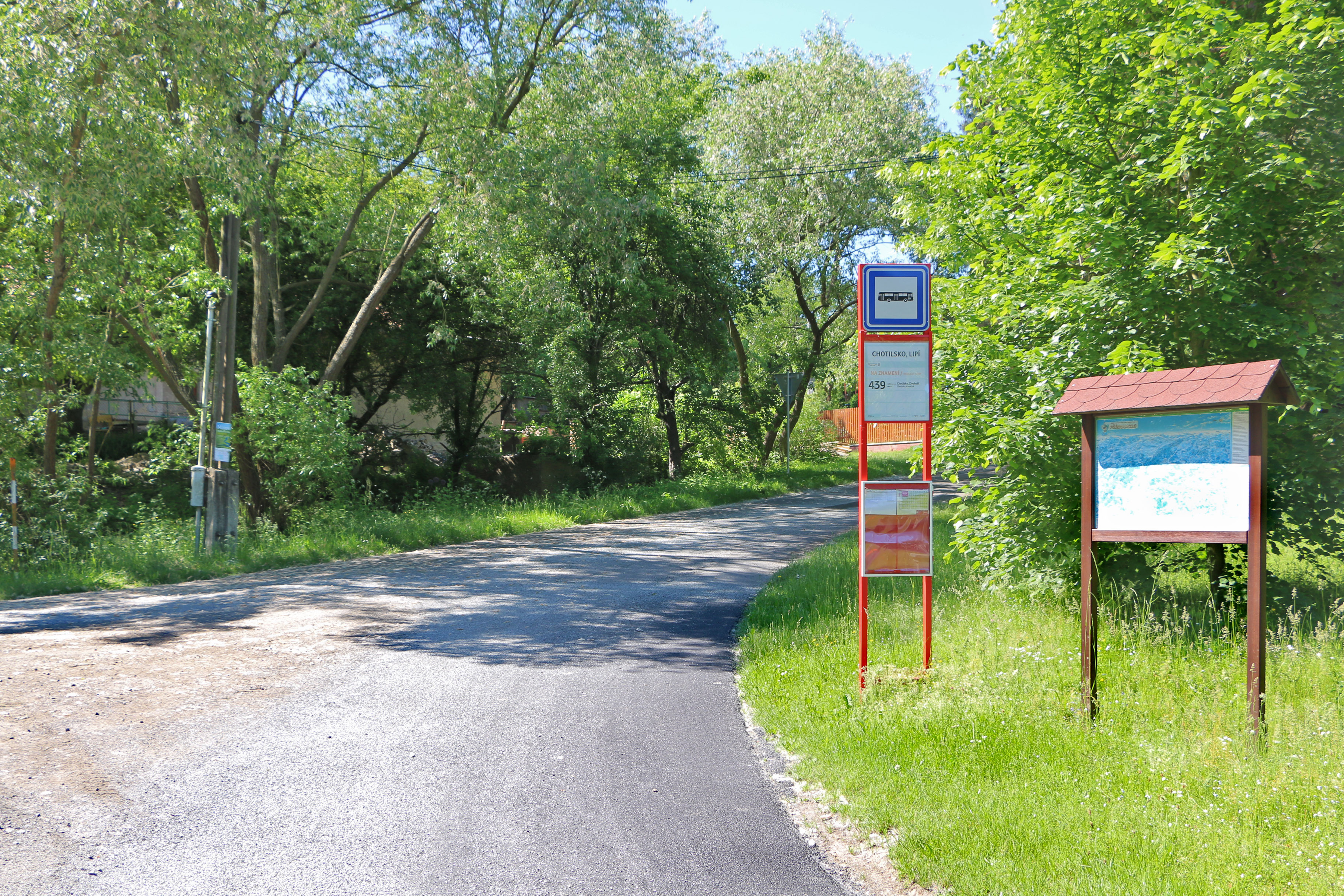
Zastávka